# Carabus auratus
Carabus auratus är en skalbaggsart som beskrevs av Carl von Linné 1761. Carabus auratus ingår i släktet Carabus och familjen jordlöpare. Arten förekommer tillfälligt i Sverige, men reproducerar sig inte. Inga underarter finns listade i Catalogue of Life.

## Bildgalleri

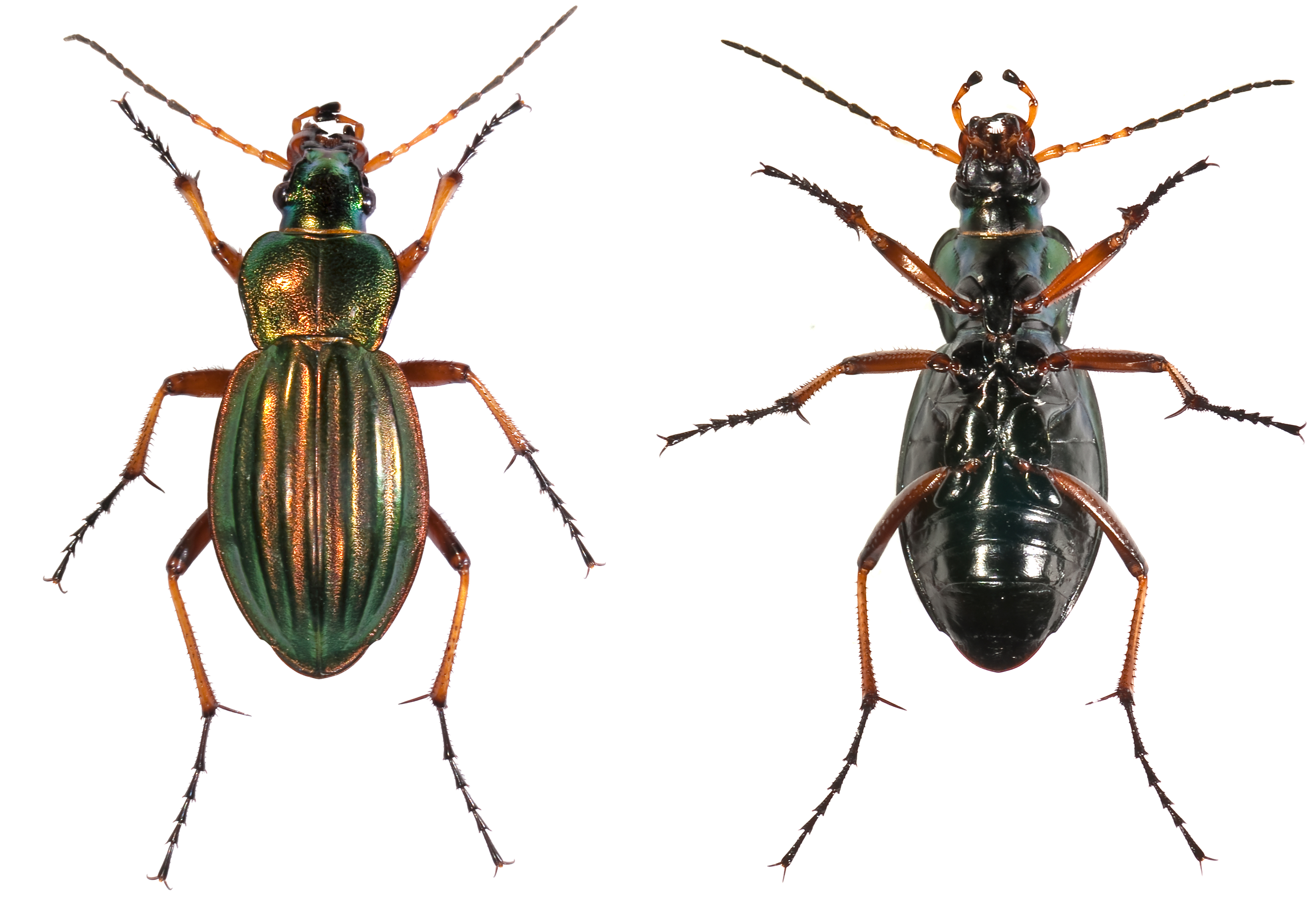
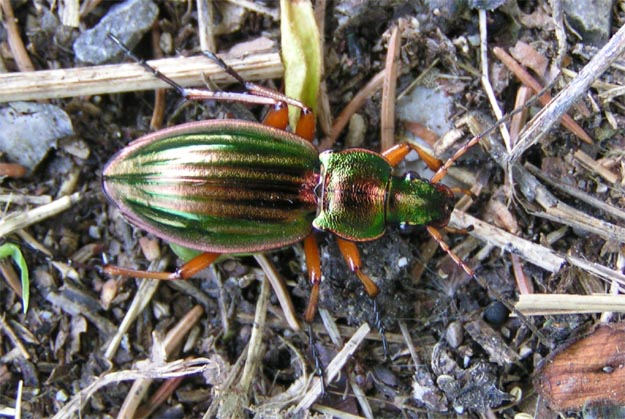
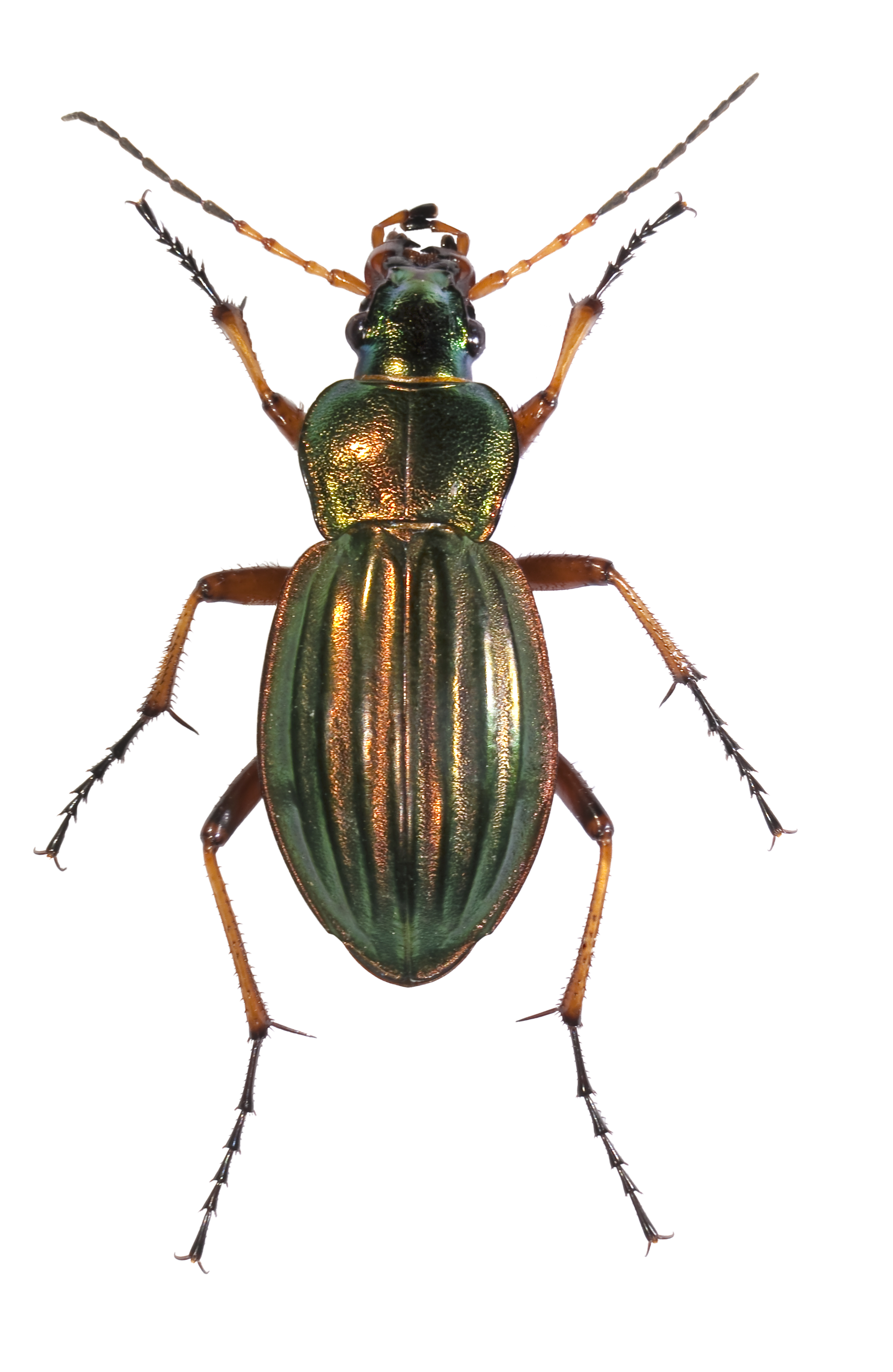
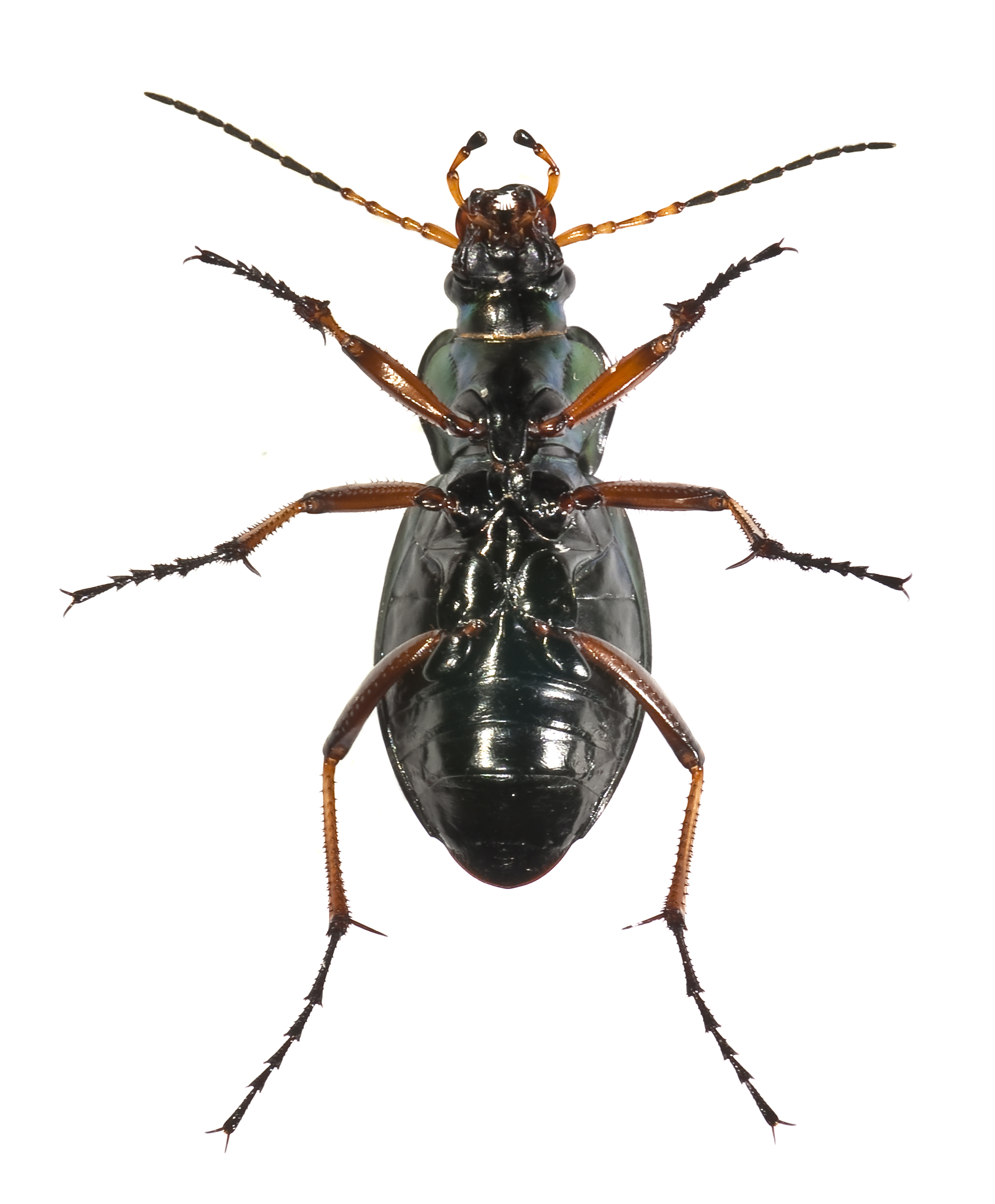
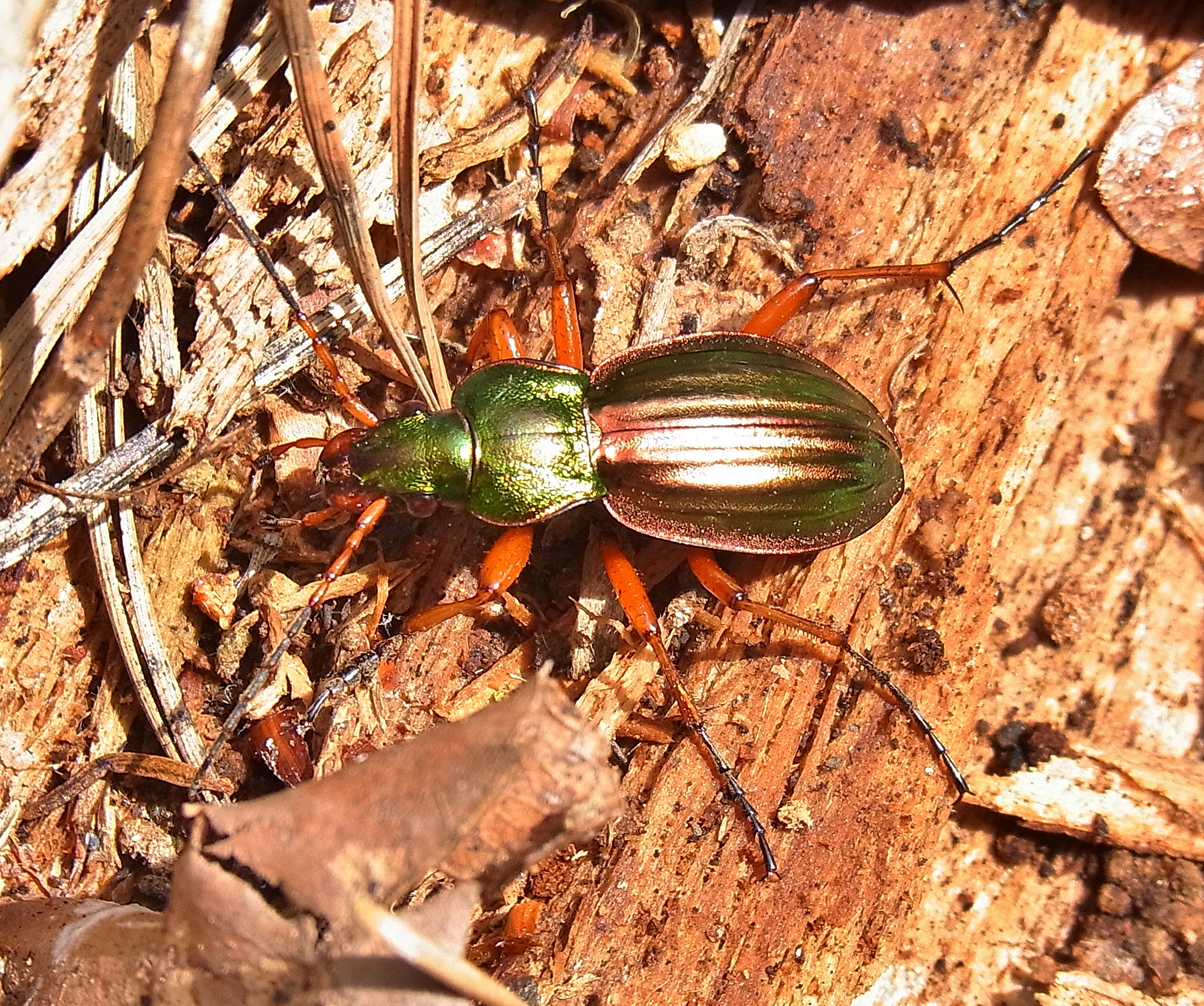
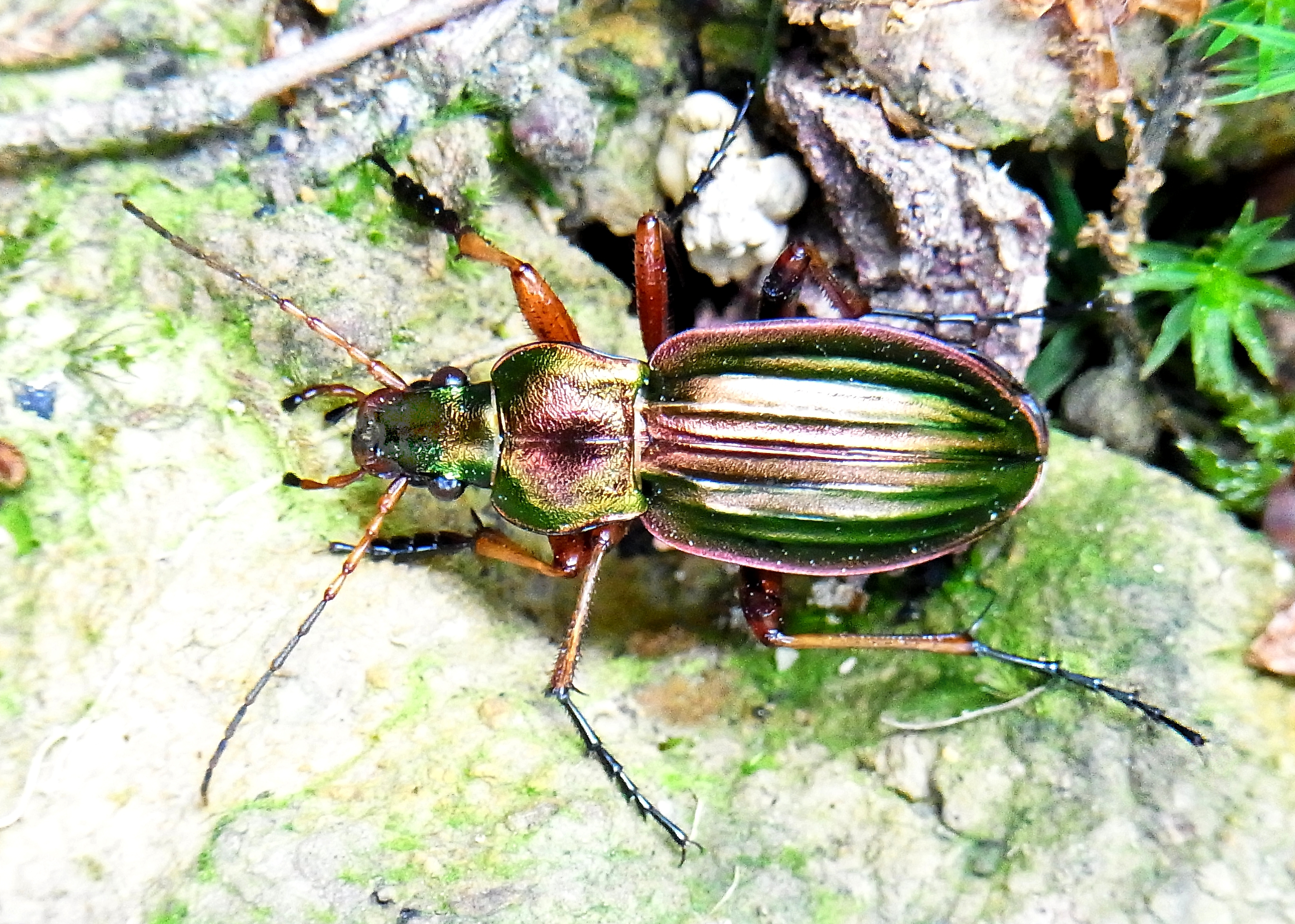